# 鄭子 (鄭)
鄭子（ていし、紀元前?年 - 紀元前680年）は、鄭の第8代君主。荘公の子で昭公・子亹の弟。爵位は伯爵だが、鄭子という。

## 生涯
荘公の子として生まれる。
子亹元年（前694年）7月、会合の席で子亹が斉の襄公によって殺されると、大夫の高渠弥は鄭に逃げ帰り、祭仲と相談したうえ、子亹の弟である公子嬰を陳から迎えて鄭君（以降は鄭子と表記）に立てた。
鄭子4年（前690年）夏、鄭子は斉の襄公・陳の宣公と垂で会合した。
鄭子12年（前682年）、祭仲が卒去した。
鄭子14年（前680年）夏、櫟（れき）に逃亡していた厲公が鄭に侵攻し、大夫の傅瑕（ふか）を捕えた。傅瑕は厲公に命乞いをし、「私を許してくだされば、あなたを鄭君に迎えましょう」と言った。6月、そこで厲公は傅瑕に鄭君である鄭子を殺すよう命じ、鄭子とその2子を殺させた。これによって厲公はふたたび鄭君となった。

## 参考資料
- 『春秋左氏伝』（桓公十八年、荘公四年、十四年）
- 『史記』（鄭世家第十二）